# اس‌اس مگنتیک
اس‌اس مگنتیک (به انگلیسی: SS Magnetic) یک کشتی بود که طول آن ۱۷۰ فوت ۶ اینچ (۵۱٫۹۷ متر) بود. این کشتی در سال ۱۸۹۱ ساخته شد.